# Svenska Ords skrivstuga

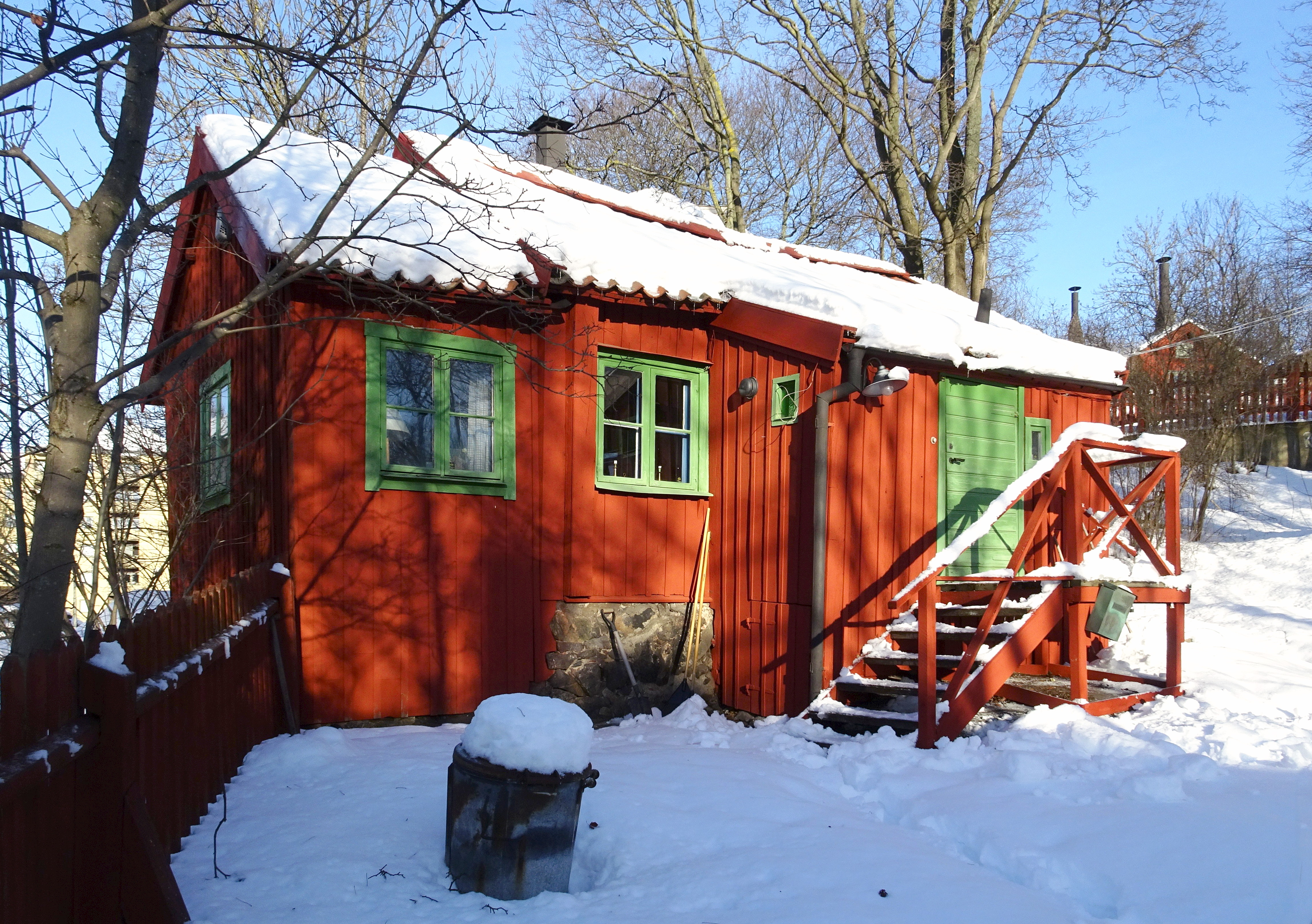
Svenska Ords skrivstuga, februari 2019.

Svenska ords skrivstuga (även kallad Hasse och Tages skrivstuga) ligger i kvarteret Flintan i parken Vita bergen på Södermalm i Stockholm. Det lilla trähuset från 1700-talet var under många år Hans Alfredsons och Tage Danielssons författarstuga. Fastigheten ägs av AB Stadsholmen och är blåmärkt av Stadsmuseet i Stockholm, vilket innebär "att bebyggelsen bedöms ha synnerligen höga kulturhistoriska värden".

## Kvarteret

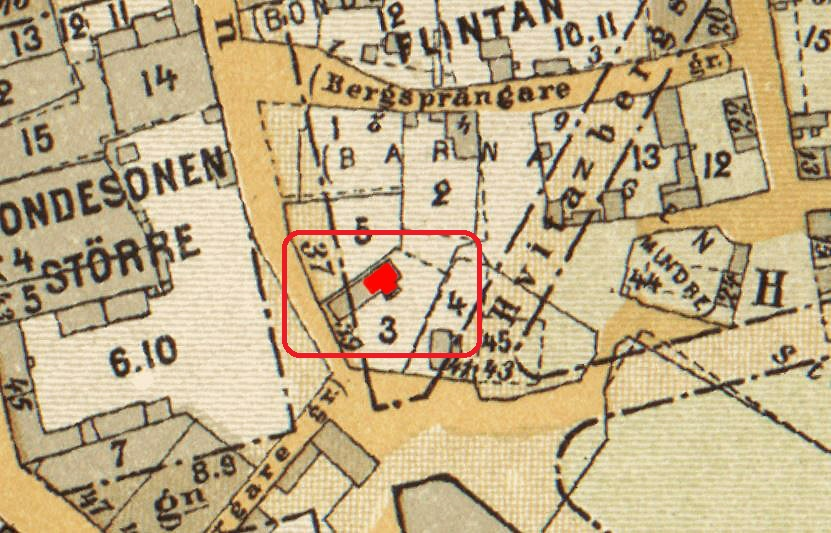
Kvarteret Flintan 1899. Stugans kvarvarande del med röd markering.

Kvarteret Flintan hör till samma kategori som Järnet, Kopparn, Kristallen, Malmen och Stålet. Dessa kvarter har nära anknytning till kvarteret Gruvan som tyder på att en gruvdrift har funnits på Åsöberget. I slutet av 1800-talet var bebyggelsen i området rivningshotad. Enligt Lindhagenplanen skulle här genomföras omfattande regleringar av gator och kvarter. Det som kom att genomföras var framdragande av Renstiernas gata som sedan skar av en del av kvarterets västra del och den tidigare kontakten till Nytorget samt kvarteret Bondesonen större.
Nuvarande fastigheten Flintan 1 bildades 1978 av delar av Flintan, Barnängen mindre och Bondesonen mindre. Området ligger nedanför Sofia kyrka på västra sluttningen av Vita bergen och begränsas i väster av Renstiernas gata. Inom kvarteret sträcker sig Bergsprängargränd och Mäster Pers gränd. Området består av ett tjugotal enkla trä- och stenhus från 1700- och 1800-talen. De som bosatte sig här var mindre bemedlat folk, som fick sin utkomst i de närbelägna industrierna kring Barnängen.  
Byggnadsbeståndet, som det finns få kvar av i Stockholm, har ett högt kulturhistoriskt värde, både ur socialhistorisk, byggnadshistorisk och miljömässig synvinkel. På 1960-talet genomfördes en varsam upprustning av husen som innebar att köken förnyades, vatten och avlopp installerades och torrdass ersattes av vattentoaletter.

## Stugans historik

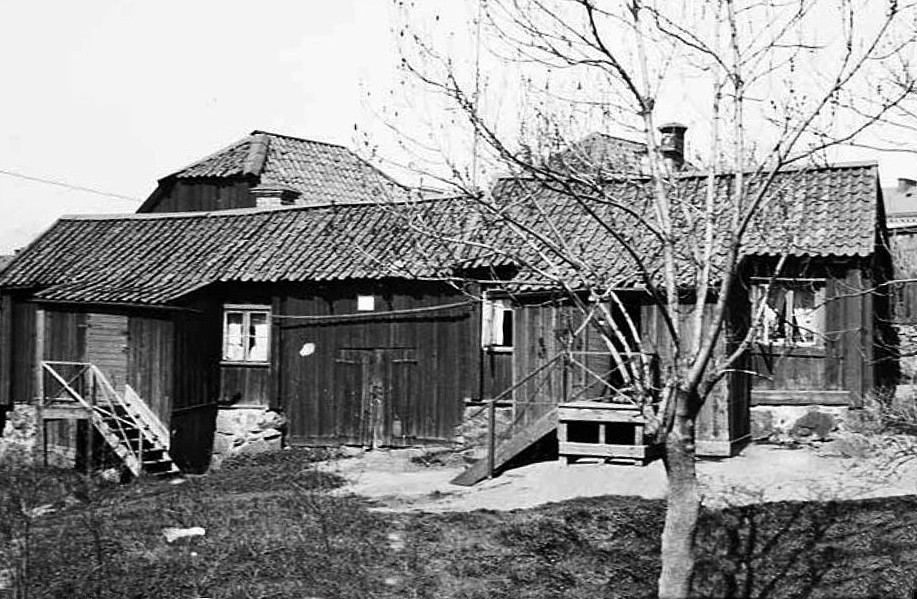
Stugan 1915 (vänstra delen är riven).

Det lilla trähuset som idag kallas Svenska ords skrivstuga ligger i områdets sydvästra del med adress Renstiernas gata 39. Tomten uppläts år 1729 av Stockholms stad mot ett lågt årligt arrende. Möjligtvis uppfördes nuvarande byggnad i början av 1700-talet. Idag är bara den östra delen av huset bevarad, den västra delen revs när Renstiernas gata breddades och sprängdes ner på 1930-talet. Ett fotografi från 1915 visar stugans ursprungliga utseende.
På 1800-talets mitt ägdes gården av före detta husgerådskammarbetjänt Johan Anders Borin. Han bodde dock inte här utan hyrde ut till bland annat en skoarbetare, en bomullsväverigesäll och några änkor. Av en brandförsäkring från 1876 framgår att i husets bottenvåning fanns ett kök med spis och förråd, samt ett rum med kakelugn. Överst var en vind, tillgänglig från husets gavel. Under huset fanns en bjälkkällare. 
Byggnaden står på en sockel av natursten, fasaderna är klädda med rödfärgad locklistpanel. Taket är ett sadeltak med enkupigt tegel. Mot väster finns en kort tillbyggnad som är en rest av den på 1930-talet rivna byggnadsdelen. På entrésidan märks en förstukvist med trätrappa. I samband med en inventering av Samfundet S:t Erik 1912 beskrevs byggnadens interiör med 1700-talsdörrar samt en kakelugn med blå dekor.

## Skrivstugan

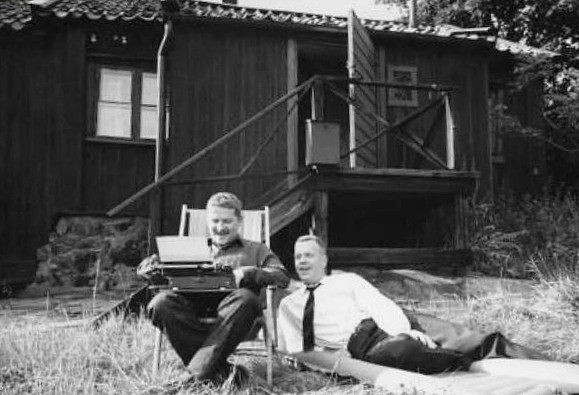
Hasse och Tage utanför sin stuga.

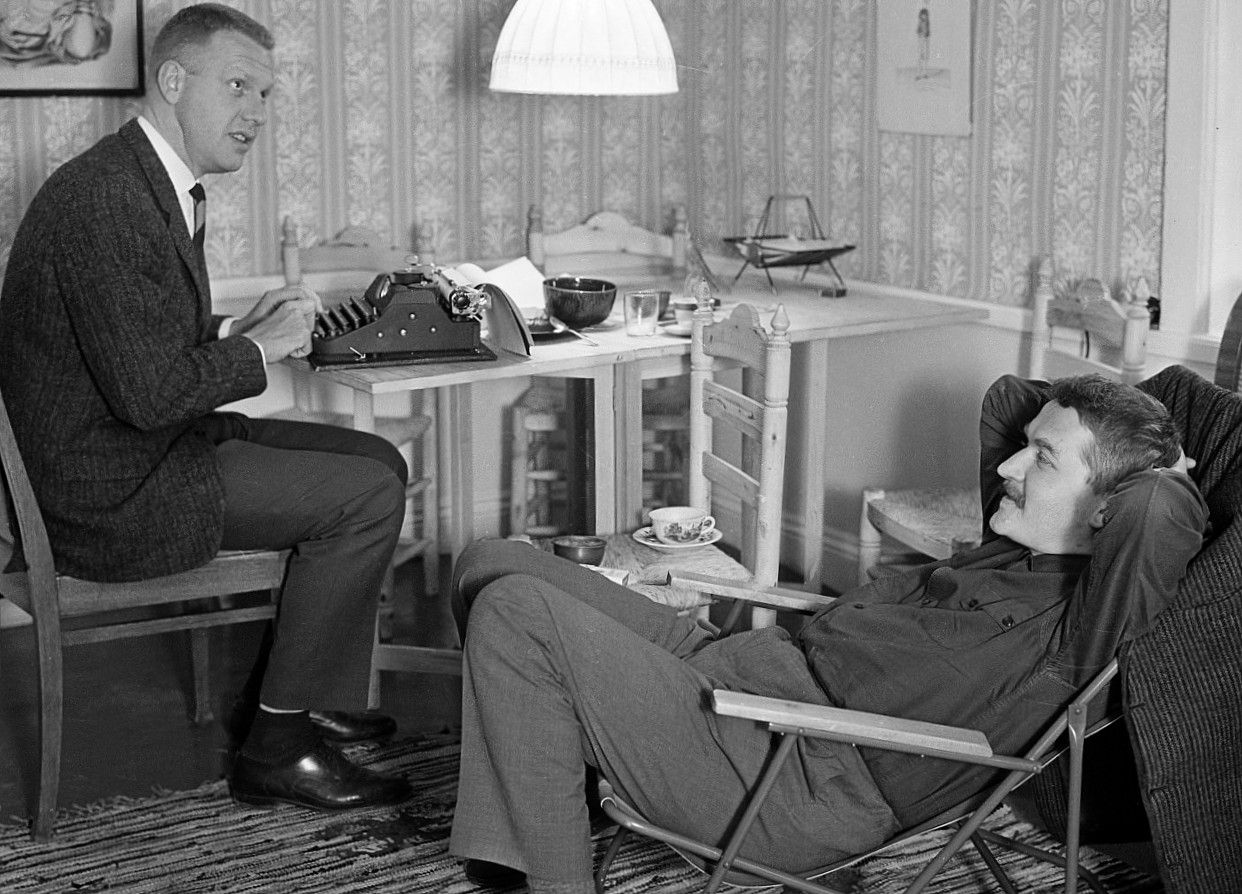
Hasse och Tage i stugans kammare.

Fastigheten förvärvades 1906 av Stockholms stad. År 1956 flyttade Hans Alfredson med hustru Gunilla till stugan. Huset var då fortfarande omodernt och utan rinnande vatten. Det fanns en handpump och ett avträde på gården. Uppvärmningen ordnades genom kammarens kakelugn och kökets vedspis. Paret bodde kvar där i två och ett halvt år, tills hustrun blev gravid med sonen Daniel och de behövde ett större ställe att bo på. Familjen flyttade till en lägenhet i Hagsätra, men behöll stugan på Södermalm som endast kostade 24 kronor i månaden att hyra.
Den 12 december 1961 registrerades Aktiebolaget Svenska Ord och firmans "huvudkontor" blev Alfredsons lilla stuga i Vita Bergen. Stugan hade stått tom sedan Alfredsons flyttat till Hagsätra, men nu kom den väl till pass. Huset låg centralt och samtidigt lugnt och avskilt. I början på 1960-talet moderniserades byggnaden som sedan blev författarstuga för Hasse och Tage. 
Vid årsskiftet 1962/1963 hade även Mona Haskel anställts som sekreterare och firmans "allt-i-allo". Hon kom från Sveriges Radio där hon bland annat varit Tage Danielsson sekreterare. En före detta vedskrubb intill köket blev hennes kontor med utsikt över Renstiernas gata. Det blev aldrig fler än tre fast anställda på Svenska Ords kontor: Hasse, Tage och Mona. Stugans mått satte begränsningen, tyckte Hasse och Tage skämtsamt. Till Mona Haskels arbetsuppgifter hörde även vintertid att skotta och sanda gångstigen ut till parken och stentrappans 31 steg ner till Renstiernas gata. Det var dock som scripta för en lång rad av AB Svenska Ord-produktioner hon gjorde sin största insats.
Hasse och Tage jobbade inne i kammaren där en diskret skylt med texten "Direktion" berättade var cheferna satt. Det lilla köket blev deras lunch- och fikarum. För det mesta satt Tage böjd över sin skrivmaskin medan Hasse gick runt i rummet och kläckte idéer. Ibland bytte de plats, men med sina 1,90 meter kroppslängd hade Tage svårt att stå rakt i rummet. Arbetstiden var strikt reglerad från klockan 9:00 till 17:00. Nattliga bohemerier ville de inte vara med om. Utvilad fungerar man bäst var deras åsikt. Men inför revypremiärerna kunde arbetsdagarna ändå bli långa när sista-minuten-ändringar skulle utföras. 
I det lilla huset skapades manus till alla deras klassiska sketcher, revyer och filmer. Med åren blev huset en av Sveriges mest omskrivna författarstugor och besökande journalister hade svårt att motstå den idylliska omgivningen, den faluröda fasaden, vedspisen i köket och kakelugnen i kammaren. Revykollegan Beppe Wolgers skrev efter ett besök i den romantiska stugan nedanför Sofia kyrka: "I den mäktiga klangen från högmässor, bröllop och begravningar sitter Hasse och Tage och skriver vitsdialoger". Fortfarande efter 20 år omskrevs stugan som "den svenska humorns hemligaste högkvarter". 
Efter Tage Danielssons död 1985 fortsatte Hasse Alfredson att här skriva sina böcker och de pjäser som han satt upp på Dramaten. Huset hyrs fortfarande (2019) av företaget AB Skrivstugan som i sin tur ägs av Hans Alfredsons son, Tomas.

## Nutida bilder

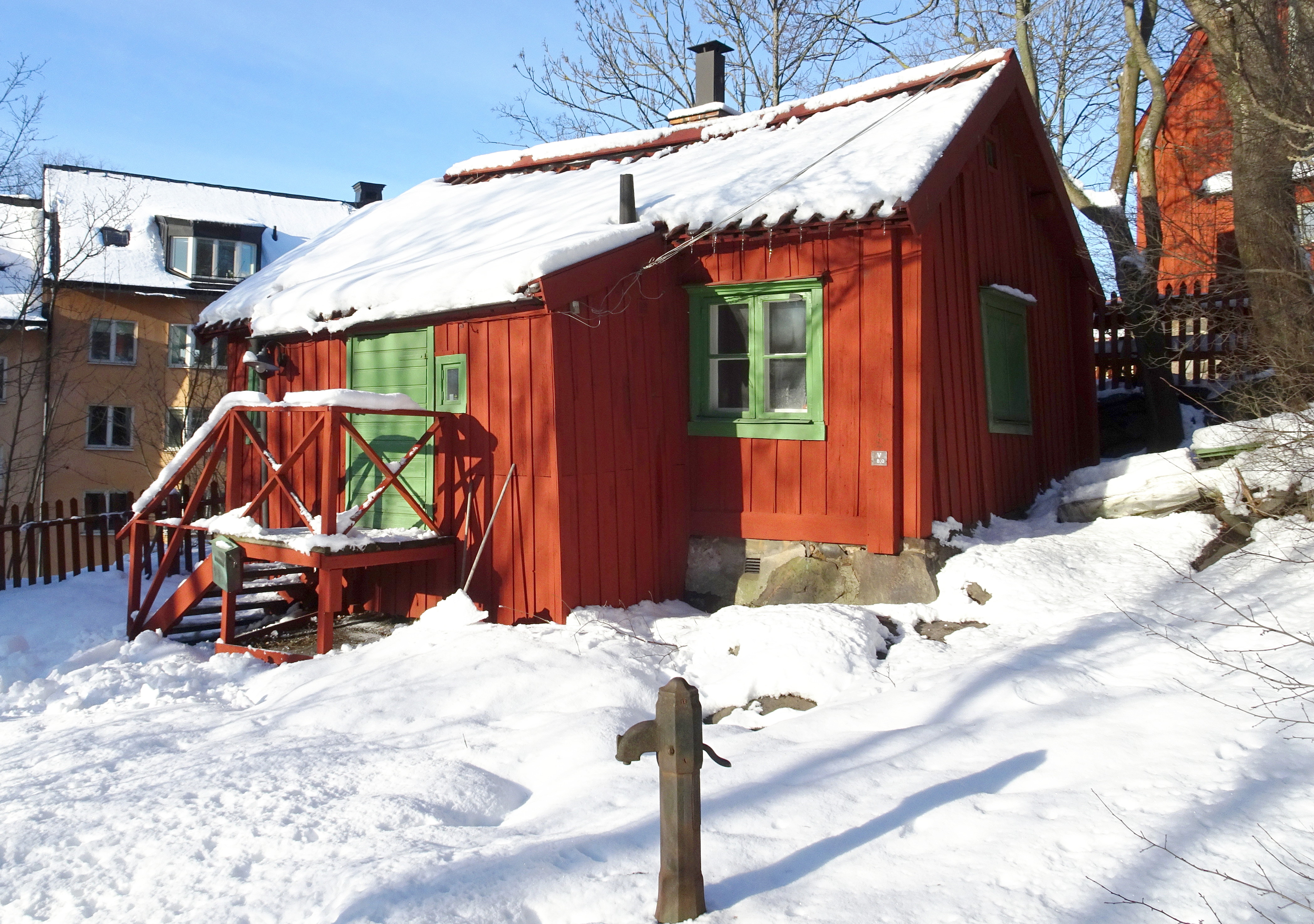
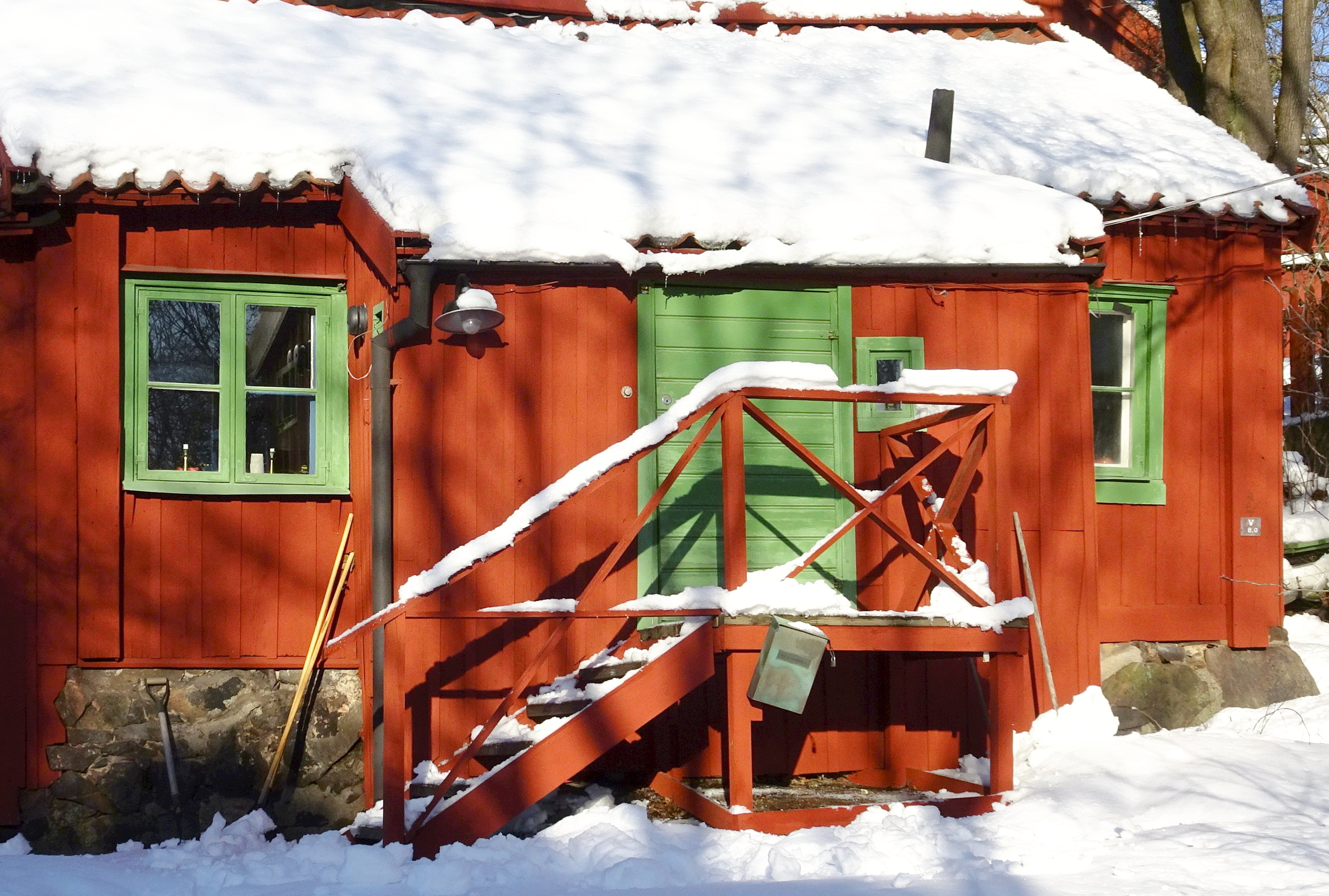
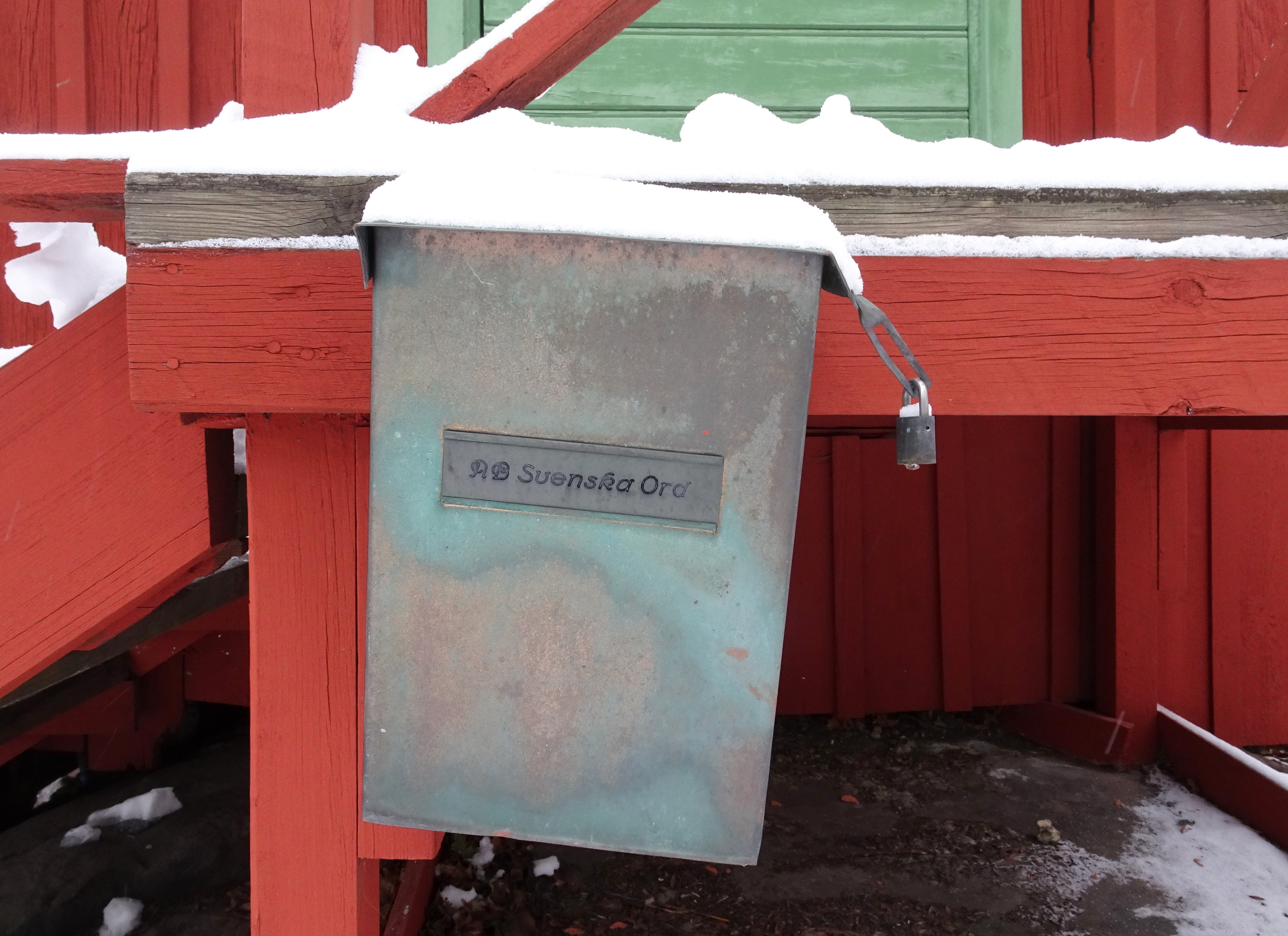
Brevlåda
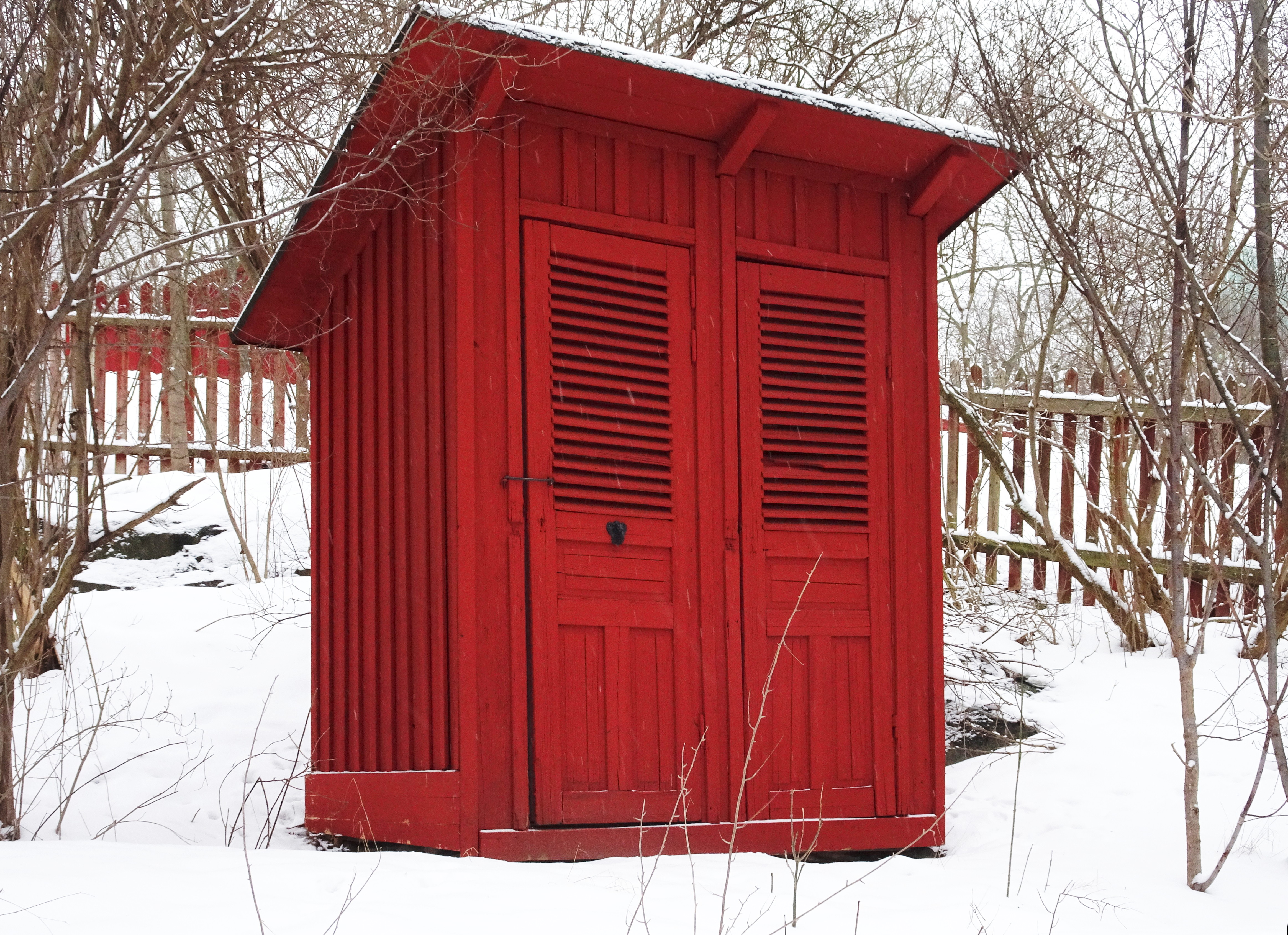
Avträdet